# Рјеши (Лече)
Рјеши (итал. Riesci) је насеље у Италији у округу Лече, региону Апулија.
Према процени из 2011. у насељу је живело 952 становника. Насеље се налази на надморској висини од 28 м.